# Rockchip RK3399
Le RK3399 ou OP1 est un SoC de la société Rockchip dévoilé en février 2016 au Mobile World Congress. Il s'agit d'un SoC à 6 cœurs, dont 2 Cortex-A72 pouvant monter à une fréquence de 1,8 GHz (ou 2,0 GHz dans la version RK3399K) et 4 Cortex-A53, pouvant monter à 1,4 GHz (1.6 GHz dans la version RK3399K), en architecture Big.LITTLE 64 bits, accompagné d'un GPU Mali-T860 MP4. Le processeur vidéo supporte entre autres les formats H.265 et VP9, tous deux en 4K, ainsi que H.264 et VP8 en 1080p. La technologie PSR (Panel Self Refresh) permet de réduire la consommation de l'écran et les technologies MiPi et eDP sont également présentes. Parmi les connecteurs supportés, 2 ports USB 3.0 de type-C, 4 port PCIe 2,1 à 5 Gbit/s chacun, et 8 canaux audio TX/RX pour la lecture et l'enregistrement,.
Ce SoC a été le principal utilisé pour le développement du pilote libre open source Panfrost pour les GPU ARM Mali de la série Midgard. Les 3 principaux utilisés pour les tests étant, avec celui-ci, le RK3288, tous deux disponibles sur plusieurs SBC et ordinateurs portables, ainsi que l'Amlogic S912.
Le RK3399pro est une version améliorée du RK3399, comportant notamment une unité de réseau de neurones artificiels (AI) de 2.4 TOPS ; il a été présenté au CES 2018.

## Implémentations

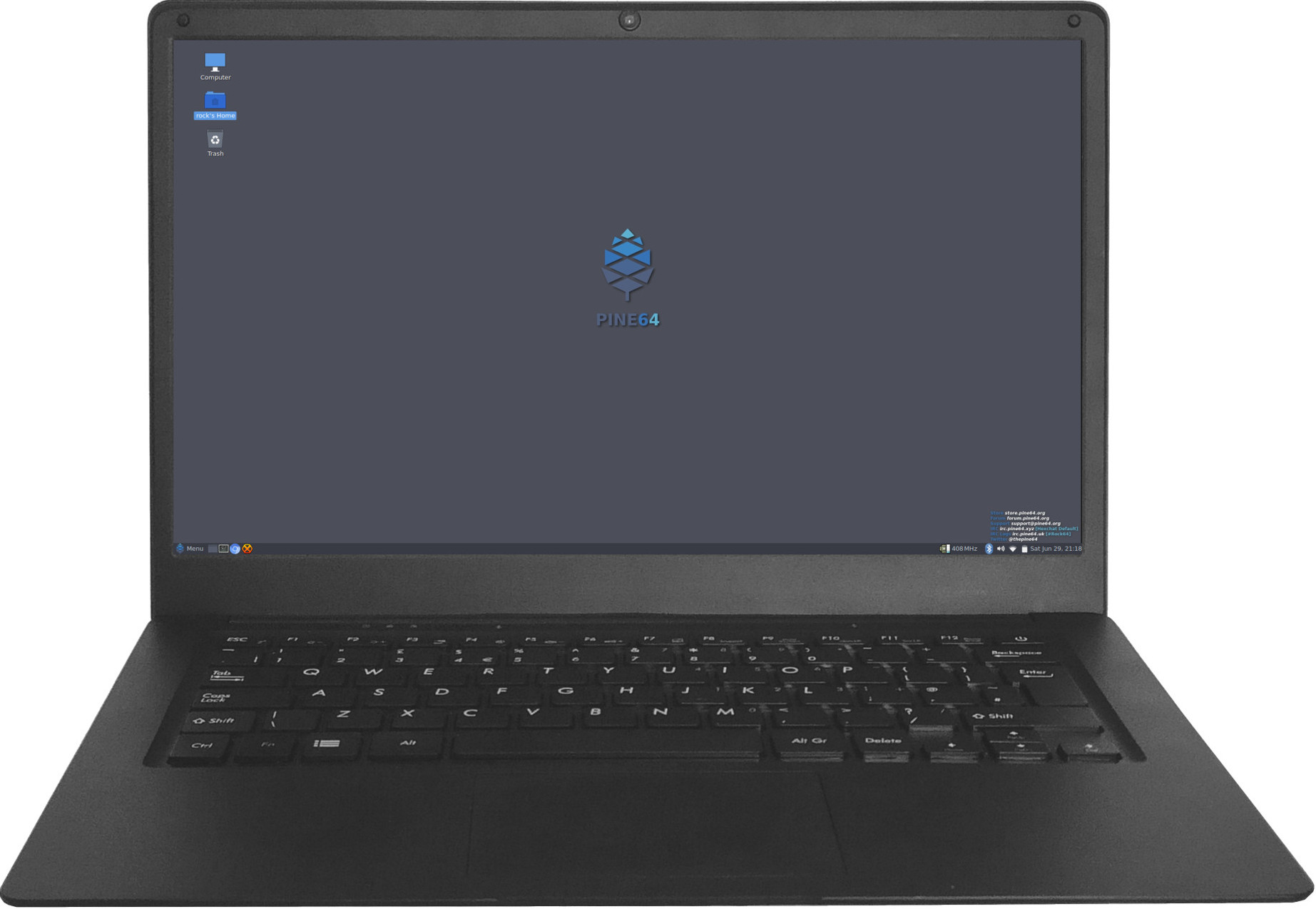
Pinebook Pro, basé sur le RK3399 et la distribution Manjaro Linux

Ce SoC renouvelle le succès du RK3288 et comme celui-ci, se retrouve dans de nombreux appareils dont certains de grandes marques.
En octobre 2016, plusieurs produits équipés de ce Soc sont présentés à Hong Kong. Les netbook iFive 2-in-1, Techvision 2-in-1 et Samsung Chromebook Pro OP1, FenMi TV box, Ugoos UT5 TV box et PiPo V5 Android VR Headset. La carte de développement Firefly-RK3399.
En avril 2017, Hewlett Packard (HP) présente également un AndroidBook (ordinateur portable utilisant le système d'exploitation Android de Google) équipé de ce processeur.
Il équipe également l'Asus Chromebook Flip C101PA, un Chromebook convertible en tablette, où il est en déclinaison RK3399C surnommé pour l'occasion OP1, améliorant ainsi les performances, tout en reprenant les caractéristiques générales de l'Asus Chromebook Flip C100P basé sur le RK3288.
Début 2018, différents nouveaux produits sont présentés utilisant ce SoC, Le coréen Odroid qui était plutôt habitué à utiliser des processeurs Samsung, sort également la carte Odroid-N1 utilisant ce processeur. Les monocartes Pine64 RockPro64, Orange Pi (es) RK3399 et AAEON RICO-3399 sont présentées en janvier.
En décembre 2017, PiPO annonce un laptop 2-in-1, PiPO P10 Phoenix OS 2-in-1 utilise Phoenix OS, un dérivé de Remix OS.
Le Pinebook Pro de Pine64, sorti fin 2019, utilise ce processeur, compatible avec différentes distributions Linux, livré avec Manjaro Linux et l'environnement Plasma Mobile en standard.
Le PinePhone Pro, smartphone de Pine64 sorti en 2021, utilise également ce SoC et Plasma Mobile par défaut, et différentes distributions Linux et environnements sont facilement installables.

### nano-ordinateurs
Pine64, sort la Rockpro64, une version bon marché avec 2 ou 4 Go de RAM, comportant un bus miniPCI-e (limité en broches, donc pas utilisable pour une carte graphique) et tout un ensemble d’accessoires, comme un port dual SATA en microPCIe ou une carte SSD, un boîtier permettant de ranger le tout, une carte pour le firmware (elle n'en a pas par défaut et peut donc utiliser une clés USB ou une carte µSD pour le boot. Cela fait de cette solution un ordinateur de bureau compact type NetTOP avec la possibilité de faire du RAID soft.
La SBC Rock PI 4 est utilisé par Collabora pour développer tester et améliorer le pilote open source Panfrost (pour les GPU ARM Mali midgard et Bitfrost) et différents éléments du système open source GNU/Linux pour les processeur Rockchip.
- 96Boards RK1808
- Asus Tinker Board 2, Tinker Board 2S
- Asus Tinker Board R (RK3399pro)
- Boardcon EM3399 et Idea3399
- Firefly RK3399
- Khadas Edge
- Kobol Helios64 RK3399K SBC (orienté NAS, RK3399K)
- Lenovo Leez LP710
- NanoPi M4B
- Rock Pi 4
- Rock Pi N10 (RK3399pro)
- Pine64 RockPro64
- Pine64 RockPro64-AI (RK3399pro)
- Orange Pi 4
- Toybrick RK3399Pro (RK3399pro)
- Zidoo M9

### System on Module
- Geniatech SOM3399 RK3399 (Compatible SoM 96Boards)
- Boardcon PICO3399 SO-DIMM